# Insidious – A gonosz háza
Az Insidious – A gonosz háza (eredeti cím: Insidious: Chapter 2) 2013-ban bemutatott amerikai természetfeletti horrorfilm James Wan rendezésében. A 2010-es Insidious – A testen kívüli című film folytatása. A főbb szerepekben Patrick Wilson és Rose Byrne látható.
Az Amerikai Egyesült Államokban 2013. szeptember 13-án mutatták be. Magyarországon október 31-én került mozikba az InterCom Zrt. forgalmazásában. A film bevételi szempontból jól teljesített, de gyenge kritikákat kapott.
Két előzménytörténete készült, az Insidious – Gonosz lélek (2015) és a Insidious – Az utolsó kulcs (2018). 2023-ban jelent meg közvetlen folytatása Insidious – A vörös ajtó címmel.

## Cselekmény
A film a Lambert család otthonában kezdődik, 1986-ban. Loraine Lambert Elise Rainer médiumtól kér segítséget. Josh nevű kisfiát szerinte egy halott öregasszony lelke követi. A házban riasztó paranormális jelenségeket tapasztalva Elise elmondja Lorraine-nek, hogy a fiú különleges adottsággal rendelkezik: álmában a lelke képes [[Testen kívüli élmény|kilépni testéből] és túlvilági helyekre eljutni. A médium azt javasolja, Josh biztonsága érdekében fojtsák el ezt a képességét.
Napjainkban Renai Lambertet kihallgatják Elise halála miatt. A rendőrség megtalálta férje, Josh ujjlenyomatait a bűncselekmény helyszínén, ezért gyanúsítottként bíróság elé fogják állítani. A Lambert család Lorraine házába költözik be, Renai és a többiek különös, látszólag paranormális tevékenységeket tapasztalnak a házban. Specs és Tucker ellátogatnak Elise házába, és felfedeznek egy videófilmet az 1986-os incidensről. A megtekintés során észreveszik, hogy valaki áll Josh mögött a videófelvételen. Másnap reggel Dalton elmeséli anyjának álmát egy fehér ruhás nőről. A fiú Josht is látta a hallban egy láthatatlan alakkal beszélgetni. Amikor Renai egyedül marad a házban, a fehér ruhás nő megtámadja őt. Josh elkezd hangokat hallani, melyek arra késztetik, ölje meg családját.
Lorraine meglátogatja Specset és Tuckert, akik megmutatják neki a felvételt. Döbbenten ismeri el a felnőtt Josht, mint a fiatal Josh mögött álló alakot. Értekeznek Elise korábbi kollégájával, Carl-al, aki megpróbál kapcsolatba lépni Elise szellemével. A válaszok alapján egy elhagyatott kórházba kell menniük, ahol Lorraine korábban orvosként dolgozott. Amikor megérkeznek, Lorraine elolvassa Parker Crane nevű korábbi páciense aktáját, aki régebben megpróbálta magát kasztrálni és lábadozás közben a kórházban megtámadta a gyermek Josht. Pár nappal később Lorraine egy liftben találkozott Crane-nel. Amikor Lorraine megkérdezte a recepcióst, Crane miért nem fekszik az ágyában, a döbbent nő felvilágosítja, hogy a férfi már előző nap kiugrott az emeletről, öngyilkosságot követve el.
Lorraine és a többiek elmennek a Crane család otthonába, ahol rátalálnak egy titkos szobára. Odabent számos holttestet, valamint újságkivágásokat fedeznek fel. Ezek egy fekete esküvői ruhát hordó nőről szólnak, aki valójában Crane volt. A fekete ruhás, nőnek öltözött férfi elrabolta és meggyilkolta a fiatal nőket. Josh teste egyre jobban oszlani kezd, időközben Renai is rájön, hogy férjével nem stimmel valami. Carl harmadmagával megpróbál nyugtatót beadni Joshnak, de a Crane által megszállt férfi felülkerekedik rajtuk és Carl életét veszti. Carl felébred a Távolinak nevezett túlvilágon és találkozik a valódi Josh-sal. Josh a kislánya, Cali szobája felé halad, ahol épp egy gonosz szellem közelíti meg a csecsemőt. Elkezd küzdeni a szellem ellen, de az erősebbnek bizonyul nála. Elise szelleme megérkezik és elűzi a démont a házból. Kiderül, hogy ezek a cselekmények váltottak ki több, az előző részben megtörtént eseményt, mivel az idő nem kronologikusan mozog a Távoli világában.
A valós világban Josh / Parker rátámad Lorraine-re és Renai-re. Renai-nek sikerül a gyerekekkel az alagsorba menekülnie. Dalton önként belép a Távoli világába, segíteni apjának. A túlvilágon Josh, Carl és Elise igyekeznek megtalálni Parkert 1986-ban, a fiatal Josh útmutatásával. Crane  házában mindhárman szembesülnek Parker anyjának, Michelle-nek (a fehér ruhás nőnek) a viselkedésével – fiát erőszakkal arra kényszerítette, hogy lányként viselkedjen és öltözködjön. Crane a női áldozatait az anyja szellemének utasítására ölte meg. Miután rátalálnak Michelle-re, Josh dulakodni kezd vele. Elise segít neki és látszólag elpusztítja Michelle szellemét, megakadályozva a megszállott Josht családja kiirtásában. Carl és Josh elmenekülnek, rátalálnak Daltonra és a fiú elvezeti őket a való világba. A Lambert család újra egyesül, Carl törli Josh és Dalton emlékeiket.
Később, Specs és Tucker megérkeznek egy családi házhoz, ahol egy Allison nevű lány megmagyarázhatatlan kómában szenved. Tudtukon kívül Elise szelleme is belép az otthonba és odamegy a lányhoz. Az asszony csikorgó hangot hall és rémülten néz a sarokba, ahol az árnyékban meglát valami borzalmasat.

## Szereplők
| Szerep                                  | Színész          | Magyar hang     |
| --------------------------------------- | ---------------- | --------------- |
| Josh Lambert / Parker Crane             | Patrick Wilson   | Stohl András    |
| Renai Lambert                           | Rose Byrne       | Ruttkay Laura   |
| Lorraine Lambert                        | Barbara Hershey  | Borbás Gabi     |
| Dalton Lambert                          | Ty Simpkins      | Gerő Botond     |
| Foster Lambert                          | Andrew Astor     | Gerő Bence      |
| Specs                                   | Leigh Whannell   | Kaszás Gergő    |
| Tucker                                  | Angus Sampson    | Széles Tamás    |
| Carl                                    | Steve Coulter    | Jakab Csaba     |
| Elise Rainier                           | Lin Shaye        | Szabó Éva       |
| Michelle Crane / Fehér ruhás nő         | Danielle Bisutti | Söptei Andrea   |
| Parker Crane / Fekete ruhás menyasszony | Tom Fitzpatrick  | Papucsek Vilmos |

## Fogadtatás
A film bevételi szempontból sikeresen teljesített: 5 millió dolláros költségvetésével szemben 161,9 millió dolláros bevételt hozott világszerte. 
A Metacritic oldalán a film értékelése 40% a 100-ból, ami 30 véleményen alapul. A Rotten Tomatoes-on az Insidious – A gonosz háza 38%-os minősítést kapott, 110 értékelés alapján.

## Fordítás
- Ez a szócikk részben vagy egészben  az   Insidious: Chapter 2 című angol Wikipédia-szócikk ezen változatának fordításán alapul.  Az eredeti cikk szerkesztőit annak laptörténete sorolja fel. Ez a jelzés csupán a megfogalmazás eredetét és a szerzői jogokat jelzi, nem szolgál a cikkben szereplő információk forrásmegjelöléseként.